# 圣卡普赖 (洛特省)
圣卡普赖（法語：Saint-Caprais，法語發音：[sɛ̃ kapʁɛ]）是法国洛特省的一个市镇，位于该省西部，属于卡奥尔区。

## 地理
圣卡普赖（44°36'25"N, 1°9'30"E）面积8.85 平方千米，位于法国奧克西塔尼大區洛特省，该省份为法国西南部内陆省份，北起顺时针与科雷兹省、康塔爾省、阿韦龙省、塔恩-加龙省、洛特-加龍省和多尔多涅省接壤。
与圣卡普赖接壤的市镇（或旧市镇、城区）包括：马米尼亚克、佩里戈尔自由城、弗赖西内勒热拉、蒙克莱拉。

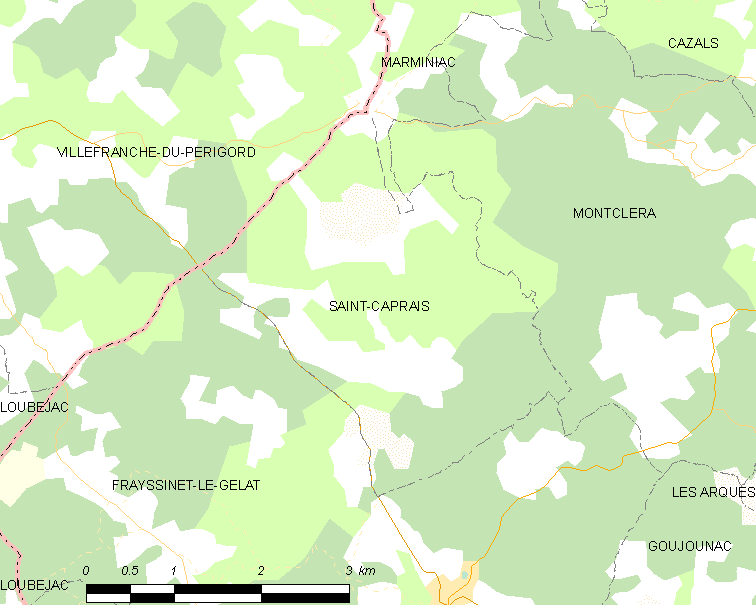
的OSM定位图

圣卡普赖的时区为UTC+01:00、UTC+02:00（夏令时）。

## 行政
圣卡普赖的邮政编码为46250，INSEE市镇编码为46250。

## 政治
圣卡普赖所属的省级选区为皮莱韦克县。

## 人口

1962-2008年间人口变化图示

圣卡普赖于2022年1月1日时的人口数量为80人。